# Gymnodiptychus
Gymnodiptychus – rodzaj słodkowodnych ryb z rodziny karpiowatych (Cyprinidae).

## Zasięg występowania
Wschodnia Europa, Chiny

## Klasyfikacja
Gatunki zaliczane do tego rodzaju:
- Gymnodiptychus dybowskii – osman nagi[3]
- Gymnodiptychus integrigymnatus
- Gymnodiptychus pachycheilus

Gatunkiem typowym jest Diptychus dybowskii (G. dybowskii).